# Marquesat de Rialb
|  | No s'ha de confondre amb Baró de Rialp. |

El Marquesat de Rialb és un títol nobiliari concedit el 1710 pel rei Carles III d'Aragó, sota la senyoria de Rialb, propietat de la corona, al vescomtat de Castellbò, i malgrat l'oposició dels seus habitants, a Ramon Frederic de Vilana-Perles i Camarasa.
Els Borbons no el convalidaren a la seva filla, Gertrudis de Vilana-Perles i Fàbregues, muller de Josep de Figuerola i Argullol, primer comte de Figuerola, però el 1923 fou rehabilitat per a llur quadrinét i segon titular l'ambaixador Manuel de Figuerola-Ferretti i Martí (Reus, 1876 - Madrid, 1965). Era delegat d'Espanya a la V Conferència de Dret Internacional de l'Haia, i el 1936 fou delegat del general Franco per al bescanvi de presoners de la Guerra Civil espanyola.
Actualment, el seu titular és María de la Concepción Cuervo y de Figuerola-Ferretti.